# Batu kán

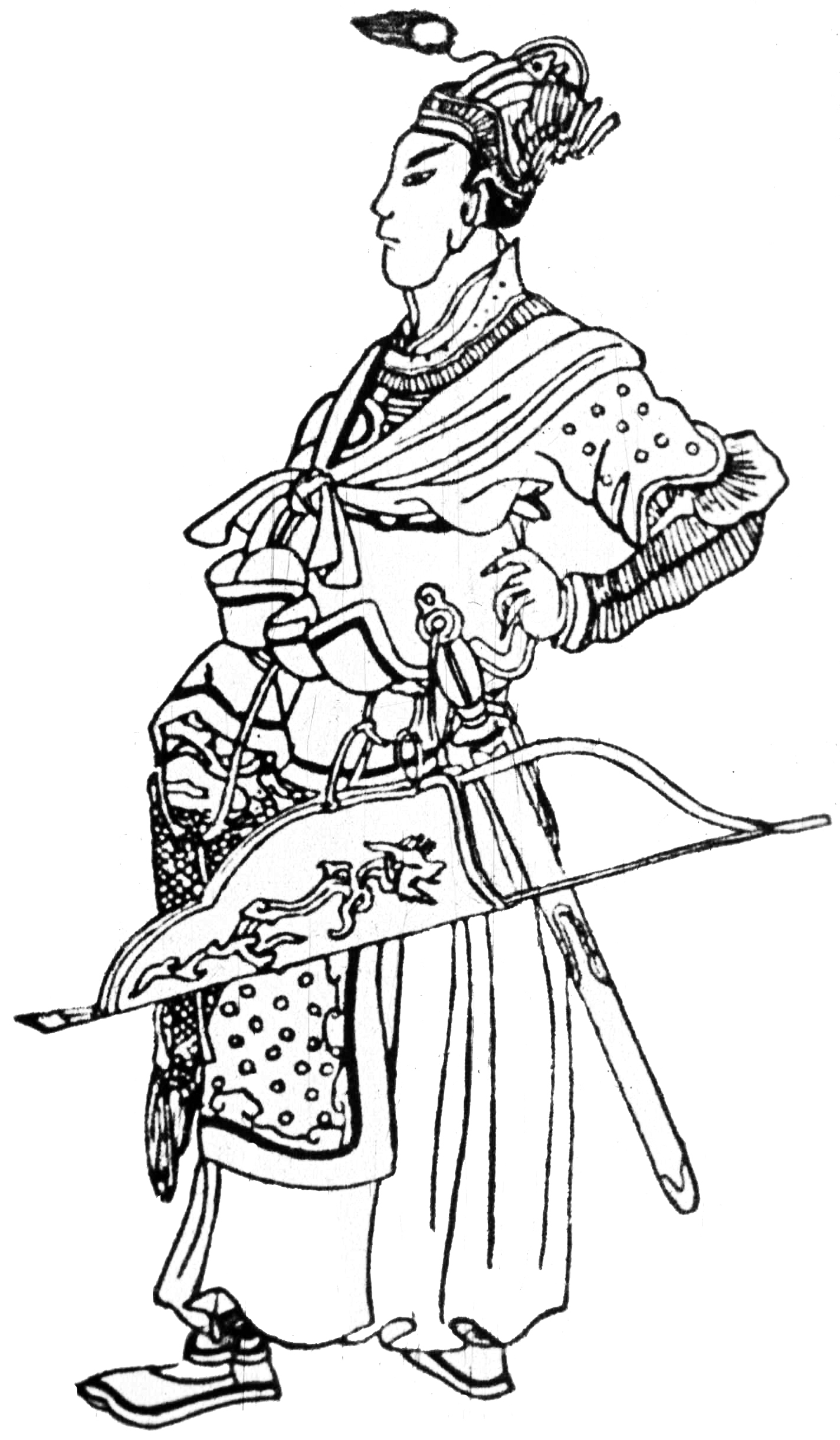
Batu kán

Batu (1207 körül – 1255/56) az Arany Horda első kánja, Dzsingisz kán legidősebb fiának, Dzsocsinak a második fia, Dzsingisz kán rangidős unokája, a nyugati területek meghódítására indított hadjárat – a magyarországi tatárjárás – fővezére.

## Ifjúkora
Batu Dzsingisz kán legidősebb fiának, Dzsocsinak másodszülött fiúgyermeke volt. Helyzete azonban nem volt teljesen szeplőtelen Dzsingisz kán leszármazottai körében az apja körüli mendemondák miatt. Dzsocsi nem sokkal azután született, miután Dzsingisz kán kiszabadította feleségét, Börtét, a merkitek fogságából, ezért, bár Dzsingisz elismerte fiának, az a pletyka kapott szárnyra, hogy Dzsocsi apja egy merkit. Dzsocsi ellen különösen idősebb öccsei, Ögödej és Csagatáj ágáltak, míg legfiatalabb öccsével, Tolujjal bensőséges kapcsolatban volt. Ezek a viszonyok azután átöröklődtek leszármazottaikra is.
Apja 1227 elején/tavaszán, nagyapja 1227 augusztusában halt meg. A mongol hatalommegosztás jegyében Dzsingisz kán megosztotta a hatalmat fiaival, ennek jegyében Dzsocsinak a Balkas-tótól nyugatra eső sztyeppei területek jutottak. Dzsocsi halála után 1227-ben még maga Dzsingisz kán iktatta be Batut atyai örökségébe, ezért Batu kán számított a rangidősnek Dzsingisz unokái közül. Nem tudjuk, hogy miért, de Batu bátyja, Dzsocsi legidősebb fia, Orda, úgy tűnik, békésen hátralépett a rangidős szerepből, és később végig hűségesen szolgálta öccsét, mint annak alvezére. Igen fontos szerepben, mert míg a két részre osztott sereg jobb szárnyát maga Batu, addig a bal szárnyat Orda vezette, s ezen az alapon osztották meg apai örökségüket is Batu fősége alatt.
Batu egyre fontosabb szerepet játszott idővel a nagykánok választásában, egyfajta királycsinálói szerepbe került, de – valószínűleg az apja körüli pletykák miatt – az ő nagykánsága soha nem került szóba. 1227-ben azonban még, amikor éltek Dzsingisz kán fiai, csekélyebb volt a befolyása, 1229-ben Dzsingisz harmadik fiát, Ögödejt választotta nagykánná a kuriltáj.
Ögödej nagy kínai hadjáratra indult az egyesült mongol seregekkel 1231-34-ben. Batu részt vett Ögödej Kína elleni hadjáratában.

## A nagy nyugati hadjárat, tatárjárás, az Arany Horda születése
Az 1235-ben Karakorumban tartott kurultáj nagy nyugati hadjárat megindításáról döntött, amivel Batunak lehetősége nyílt végre atyai örökségének tényleges megszerzésére. Batu lett a hadjárat fővezére, mivel az uluszáról volt szó, de a hadjáratban részt vettek Dzsingisz kán mind a négy fiának leszármazottai. A még élő két fiú, Ögödej nagykán és Csagatáj nem, így a hadjáratban valóban Batu volt a rangidős dzsingiszida. Fontos szerepet játszott még az 1223-as Kalka menti csata győztese, Szubotáj, Dzsingisz kán régi hadvezére, akinek helyismeretére szükség volt. Hadseregének teljes létszámát különbözőképp becsülik. Napjainkban 50 és 130 000 fő közé teszik.
A hadjárat során 1236-ban legyőzte Volgai Bolgárországot – a hozzá tartozó Magna Hungariával együtt – és az ekkor születő Arany Horda részévé tette. 1237 telén kelt át a Volgán, ezzel megkezdődött a Kijevi Rusz hódoltatása. A fegyelmezett sereg gyors sikereket ért el. Azokat a városokat, amelyek nem voltak hajlandóak behódolni és adót fizetni könyörtelenül felégette, lakosait lemészárolta. (Rjazany, Szuzdal, Vlagyimir, Tver, Jaroszlav) 1239-ben kerül sor Csernyigovra és Perejaszlavra, 1240-ben pedig lerombolta Kijevet, majd tovább vonult nyugat felé. A mongol hódítással a széttagoltsággal küzdő Rusz hosszú időre elvesztette függetlenségét. Lengyelországba 1241 januárjában Batu 10 000 harcosból álló hadsereget küldött Orda parancsnoksága alatt. Itt több győzelem után 1241 április 9-én a döntő legnicai csatában tönkreverte az egyesített német-lengyel-cseh lovagsereget. A csatában II. Henrik lengyel fejedelem is meghalt. Lengyelország szerencséjére a mongolok a csata után Morvaországon keresztül Magyarországra zúdultak, és csatlakoztak Batu kán főseregéhez. Az orosz fejedelemségek és Lengyelország elfoglalása után a Batu kán vezette fősereg bevette Halicsot, majd két részre oszlott, és két különböző irányból támadt a Magyar Királyságra és muhi csatában legyőzték IV. Bélát. Az 1241 és 1242 között lezajlott tatárjárás során felprédálta az országot.

## Nagykánválasztások
Ögödej nagykán azonban 1241 végén meghalt, ezért a hadseregnek haza kellett térnie, mivel a nagykánt választó kuriltájon Dzsingisz kán valamennyi leszármazottjának kötelezően jelen kellett lennie. Valamivel korábban, szintén 1241-ben Csagatáj is meghalt, ezért ekkor már Batu volt Dzsingisz kán rangidős leszármazottja. Batu Bulgáriában találkozott a Dalmáciából visszatérő Kadan seregével, aki ott IV. Béla magyar királyt Trauig üldözte. Havasalföldön egyesültek a többi seregrésszel és hazaindultak, de előtte még feldúlták Boszniát és Szerbiát. A történészek ma már kétségbe vonják, hogy a mongolok hirtelen kivonulásának oka Ögödej halála lett volna, hisz a korábban elfoglalt orosz területeket ténylegesen uralmuk alá vonták. Noha a magyarokra és a lengyelekre katonai csapást mértek, de az eddigi tapasztalataikkal ellentétben az ellenállás nem omlott össze, mint a keleti országokban, főleg úgy nem, hogy megöltek fontos vezetőket (így Henrik lengyel fejedelmet). A mongolokkal szemben a lengyel, magyar és cseh, zömmel paraszti lakosság ahogy tudott, ellenállt és nagy veszteségeket okoztak nekik. Ez nem tette lehetővé, hogy tényleges uralmat alakítsanak ki Magyarországon, Lengyelországban és a Balkánon.
A nagykáni címért ráadásult Batu maga nem indult az apja származása miatti mendemondák miatt, viszont ellenezte Csagatáj és Ögödej ágának pozícióba jutását is, akikkel gyűlölték egymást, így Toluj ágát preferálta, amelyikkel jó viszonyban volt. A hadjárat során is megnyilvánultak már az ellentétek, Güjük, Ögödej fia és Büri, Csagatáj unokája nem engedelmeskedtek Batunak, ezért Ögödej 1240-ben hazarendelte őket. Ögödej végakaratában unokáját, Siramunt jelölte utódául, míg özvegye, Töregene khatun viszont Güjüköt szerette volna a trónon látni. Batunak még nem volt elég ereje, hogy szembeszálljon az Ögödej-ággal, ezért halogató taktikát alkalmazott. Évekig nem jelent meg a kuriltájon. 1246-ban azután összeült a kurultáj, de Batu betegségére hivatkozva kimentette magát, viszont végül Güjüköt nagykánná választották. Güjük szeretett volna leszámolni Batuval, ezért 1248-ban – azzal az ürüggyel, hogy az Imil folyónál lévő szálláshelyeit látogatja meg – nyugat felé vonult. Toluj özvegye, Szorkaktani azonban időben figyelmeztette Batut, aki erre a Balkas-tóhoz vonult. Össze is csaptak volna valószínűleg, ha Güjük nem hal meg váratlanul.
Újra nagykánt kellett választani, addig azonban a szokásnak megfelelően a régens Güjük özvegye, Ogul-Kajmis volt. Batu jelöltje Möngke volt, Toluj fia. 1250-ben kurultájt hívott egybe Alakmak vidékére, az Iszik-köl tótól északra. Itt ugyan Möngkét megválasztották, de az Ögödej-ág és a csagatáj-ág tagjai nem jelentek meg, mondván, hogy a kurultájt a mongolok szent központi területén kell összehívni. Batu újabb kurultájt hívott össze a Kerülen folyó egyik szigetére, ahová a két ellenlábas ág tagjai nem mentek el. Batu megbízásából azonban öccse Berke Möngkét nagykánná nyilvánította 1251-ben. Siramun lázadást tervezett, de Möngke idejében közbelépett és véresen leszámolt a két ággal. Közülük csak Csagatájé éledt fel újra, mint egy közép-ázsiai dinasztia.
Möngke tehát Batu támogatásával lett nagykán, jogilag egyeduralkodó, de a Balkas-tótól keletre Batué lett a tényleges hatalom, mint Dzsocsi uluszának, az Arany Hordának kánjáé. Ez a hatalom az orosz követek kezelésében is megnyilvánult. 1246-ban még a hozzá érkező Jurij Vszevolodovics szuzdali fejedelmet továbbküldte keletre, ahol az részt is vett Güjük beiktatásán. Néhány évvel később Alekszandr Nyevszkij novgorodi fejedelem Batu udvara mellett Möngke udvarában is járt, de ezután már kizárólag Batu fogadta az orosz fejedelmeket.

## Arany Horda
Batu a Volga alsó folyását választotta birodalma központjául. A Volga bal partján nomadizált a Kaszpi-tenger és nagyjából a mai Szaratov között. A nomád legelőváltó gazdálkodásnak megfelelően januártól augusztusig felfelé haladt a folyó mentén, majd augusztustól decemberig lefelé. Legidősebb fia, Szártak a Volga jobb partján tette ugyanezt. Batu téli szállása, a birodalom fővárosa a Volga-deltában alapított Szaráj – nem tévesztendő össze Berke Szarájával – volt a mai Szelitrenoje falu környékén, Asztrahán közelében, amelynek neve perzsa nyelven (uralkodói) palotát, udvart jelent és így a mongol–török ordu megfelelője.

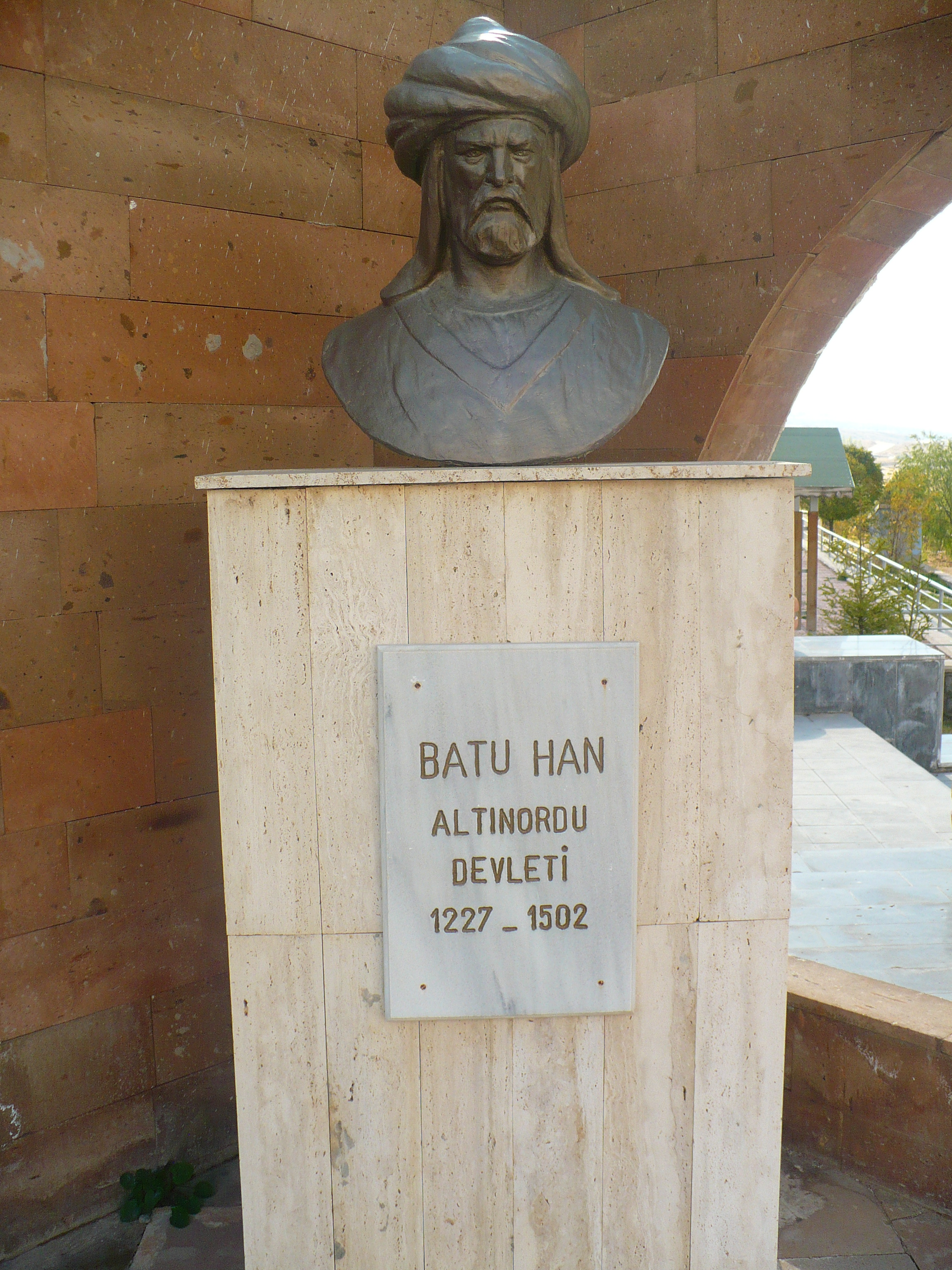
Batu kán szobra. Batu emléke, mint Szajin kán („jó kán”) maradt fenn

Plano Carpini művéből: Ez a Batu igen fényes udvartartást visz; vannak testőrei és van mindenfajta tisztségviselője, akárcsak kánjuknak. Kimagasló helyen ül, mint valami trónuson, vele egyik felesége; többi asszonya, valamint fivérei, fiai és más kisebb rangúak lejjebb, középen ülnek padon, a többiek meg mögöttük a földön helyezkednek el, de a férfiak jobbról, az asszonyok balról. Sátrai, melyek Magyarország királyáé voltak, lenvászonból készültek, hatalmasak és nagyon szépek. A családtagok kivételével senki kívülálló nem mer hívatlanul a sátorhoz közelíteni, bármilyen magas rangú és nagy hatalmú legyen is, hacsak nem tudják, hogy ez a vezér kívánsága. Mi, ahogy mondandónkat bevégeztük, a bal oldalra ültünk, mert jövetelükkor így tesznek a követek valamennyien, viszont a kántól való távozáskor mindig jobboldalt helyeztek el. Középen, a bejárat közelében asztal van, erre teszik az italt arany – és ezüstedényekben. De Batu meg a többi tatár herceg sohasem iszik, főképpen nyilvánosan nem, csak mikor dalolnak és kobzon játszanak neki.
Batu konkrét intézkedéseiről kevés forrás maradt fenn, de valószínű, hogy a birodalom megszervezése már jórészt az ő műve volt. A kereskedelem már az ő uralkodása idején fellendült. A birodalom központja is a Kaukázus és Volgai Bolgárország, valamint a Krím és Hvárezm közötti kereskedelmi utak kereszteződésében volt. A kereskedelem pártolása miatt a muszlimok emlékezetében Batu mint Szajin kán („jó kán”) maradt fenn.
Öccsének Berkének, a későbbi uralkodónak az esete is tanulságos, akinek szállásterülete kezdetben a Kaukázus északi előterében volt, amerről a muszlim kereskedők a birodalom területére érkeztek. Rubruk 1253-ban az Arany Horda területéről arról tudósít, hogy Batu áthelyezte Berkét a Volgától keletre, mivel öccse lefölözte a muszlim kereskedők ajándékait.
Batu 1255-ben vagy 1256-ban halt meg Szarájban. Utóda legidősebb fia, Szártak lett, de hamarosan meghalt, akit legkisebb fia, Ulugcsi követett, de ő is szinte azonnal elhalálozott. Végül öccse, Berke lett a kán 1257-ben.